# Žabovřesky nad Ohří
Žabovřesky nad Ohří là một làng thuộc huyện Litoměřice, vùng Ústecký, Cộng hòa Séc.